# Vítězové
Vítězové (v anglickém originále American Flyers) je americký dramatický film z roku 1985. Režisérem filmu je John Badham. Hlavní role ve filmu ztvárnili Kevin Costner, Rae Dawn Chong, Alexandra Paul, David Grant a Janice Rule. 

## Obsazení
| Kevin Costner   | Marcus Sommers |
| Rae Dawn Chong  | Sarah          |
| Alexandra Paul  | Becky          |
| David Grant     | David Sommers  |
| Janice Rule     | paní Sommers   |
| Jennifer Grey   | Leslie         |
| Robert Townsend | Jerome         |
| John Amos       | Dr. Conrad     |
| Luca Bercovici  | Barry Muzzin   |